# 純喫茶・谷村新司
『純喫茶・谷村新司』（じゅんきっさ・たにむらしんじ）は2000年4月3日から2013年3月29日まで、文化放送とNRN系列局で、平日午前中に放送されていたラジオ番組。
パーソナリティ（マスター）は、谷村新司。アシスタント（ウエイトレス）は、藤木千穂（当時文化放送アナウンサー。現・編成局編成部。）→吉田涙子（文化放送アナウンサー）。
番組名通り、番組を喫茶店に見立てており、マスターがオープニングでは「まもなく開店です」といい、終了間際には「閉店の時間」と言う。
2009年4月3日までは、トヨタ自動車の一社提供だったが、トヨタ自動車の業績悪化に伴う広告費削減などの理由によりスポンサーを降板。その後、2010年3月1日からはヤクルト（前半はヤクルト本社・後半はヤクルトヘルスフーズ）が単独スポンサーとなっていた（開始当初はヒューディンが単独スポンサーだった）。

## 概要
キー局の文化放送では、11:40 - 11:50（「ハッピートゥモロー」→「野村邦丸のごきげん!二重丸◎」→「くにまるワイド ごぜんさま～」→「寺島尚正 ラジオパンチ!」→「くにまるジャパン」内）で放送。
月 - 木曜は、リスナーからの葉書を元にトークをし、金曜はリスナーからのリクエストを募る、フライデー・リクエストとして、谷村新司・アリスの曲を流す。
時折、谷村が、他のアーティストに作った曲のリクエストを行うこともある。
番組のオープニングに鳴る、ドア開閉時の鈴の音の直後の曲は「蒼いノクターン」（ポール・モーリア）である。
また、カウキャッチャーとして、QUICPay、JU、伯方の塩がヒッチハイクとして、日野自動車、荒木田修法律事務所（3月のみ、郵便貯金・簡易生命保険管理機構）のCMが放送される。番組の後には、「川中美幸 人・うた・心」と同じエンディングBGMが放送される。
2013年3月29日をもって番組終了。13年の放送に幕を下ろした。後番組は『氷川きよし節』 → 『氷川きよし 限界突破RADIO』。

## ネット局・放送時間
系列各局は、午前10時台・11時台に放送している所が多いが、毎年9月1日に放送される『防災の日スペシャル』（文化放送制作・11:00 - 12:00放送）や、高校野球中継などの放送がある時は、地域によっては、その日だけ番組を休止し、スポンサーのCMのみ流すこともある。
また、ラジオ・チャリティー・ミュージックソン（ニッポン放送他）を放送する局では、12月25日は、当番組のネットを返上した。
- STVラジオ：11:42頃 - 11:52頃 （「工藤じゅんきの十人十色」内）※放送時間が、少々変動する場合あり
- 青森放送：11:05 - 11:15
- IBC岩手放送：11:40 - 11:50 （文化放送と同時放送）
- 東北放送：10:30 - 10:40頃 （「COLORS」内）
- 秋田放送：9:34 - 9:42.20 （「あさ採りワイド秋田便」内）
- 山形放送：11:20 - 11:30頃
- ラジオ福島：10:25 - 10:35 （スマイル!内）
- 新潟放送：11:20 - 11:30（「近藤丈靖の独占!ごきげんアワー」(月 - 木曜)「フラっとフライデー」(金)内）
- 信越放送：10:25 - 10:35（「坂ちゃんのずくだせえぶりでい」内）
- 山梨放送：11:40 - 11:50 （文化放送と同時放送）
- 北日本放送：11:50 - 12:00
- 北陸放送：9:20 - 9:30 （「げつきんワイド!おいね★どいね」内）
- 福井放送：11:10 - 11:20 （「げんき一番」内）
- 静岡放送：10:30 - 10:40 （「ほのぼのワイド 中村こずえのsmile for You」「ラジオWEST〜寺田繭子のわくわく金曜日」内）
- 東海ラジオ：11:20 - 11:30 （「かにタク言ったもん勝ち」内）
- ラジオ大阪：11:30頃 - 11:40頃 （「ラジオよしもと むっちゃ元気スーパー!」内）
- 和歌山放送：10:40 - 10:50 （「つれもてワイド つれもて和歌山」内・文化放送と同時放送）
- 山陰放送：10:45 - 10:55
- 山陽放送：10:15 - 10:25
- 中国放送：11:40 - 11:50 （文化放送と同時放送）
- 山口放送：11:45 - 11:55
- 四国放送：10:30 - 10:40 （「えんやこらワイド」内）
- 西日本放送：10:15 - 10:25 （「さわやかラジオ 気分上々」内）
- 南海放送：11:35 - 11:45
- 高知放送：11:10 - 11:20
- KBCラジオ：9:40 - 9:50 （「9ジカラ」内）
- NBCラジオ佐賀：11:40 - 11:50 （文化放送と同時放送）
- 長崎放送：11:40 - 11:50 （同上）
- 熊本放送：11:30 - 11:40 （「とんでるワイド 大田黒浩一のきょうも元気!」内）
- 大分放送：10:45 - 10:55
- 宮崎放送：10:20 - 10:30 （「MRTスーパーワイドバリッと朝」内）
- 南日本放送：9:40 - 9:50
- ラジオ沖縄：10:20 - 10:30 （「Yummy!うわさのキッチン」内）

## 各ネット局との関係・つながり
- 信越放送では「坂ちゃんのずくだせえぶりでい」の中で、このコーナーの後、すぐに「純喫茶・坂橋克明」というコーナーを放送中。マスターは坂橋克明。ウエイトレスは、小松美帆・久保田祥江・菊地恵子の日替わり。小松の宝塚歌劇団雪組出身という経歴に谷村が非常に興味を示し、2008年5月に本店から認められた支店1号店である。

同番組は2021年4月現在も放送中である。
- 山陰放送では前番組である「ご近所わいど今日もハレルヤ!」の月曜（板井文昭担当）では、ラスト5分程度を使って谷村新司に所縁のある曲を流し、その流れのまま純喫茶本編にスムーズに移行させる「純喫茶・バトンタッチゾーン」という企画を独自に行なっていた（曲をかける前には「純喫茶・谷村新司、まもなく始まるよー。」とコールする。）。板井は谷村のラジオ番組である「青春キャンパス」で山陰放送のキャンパスリーダー（当時の愛称はゴジラ）を務めていた。純喫茶本編でもこのコーナーが取り上げられている。
- 東海ラジオではこの番組が放送されている「かにタク言ったもん勝ち」のハト時計の声（オリジナルジングル）に谷村の声が使用されており、この番組が放送される前後に流された。

## 備考
- 「キユーピー・メロディホリデー」と重なる日は、ネット局のみの放送となっている[4]。
- 文化放送など、大半の放送局で、年始は「新春スペシャル」番組編成の影響で、休止の局が多い。このため、文化放送では年始初回の放送が、普通の挨拶で始まるケースが多い（2006年は1月4日（水）スタート。2007年は1月4日（木）スタートだった）。年始の放送を通常通りに放送しているのは、STVラジオ・東海ラジオ・ラジオ大阪・ラジオ沖縄の4局と見られる[5]。
- 文化放送では「キユーピー・メロディホリデー」以外の祝日の日に当たる放送分も、休止になる場合が多く、トヨタとネットスポット各社分は2つに分かれて、別のワイド番組などへ振り返られるケースが多い[6]。
- しかし、2008年以降は編成上、年始特番が13:00以降にずれたため、文化放送でも、元日から放送される（2日・3日は「箱根駅伝」のため、休止）。
- 文化放送では、2008年8月11日からの2週間は、北京オリンピックの日本人選手出場競技の生中継の影響で、放送時間が12時40分 - 12時50分へ移動したり、休止（スポットCMとトヨタの提供枠は別枠に振り替え）になるケースもあった。
- 2011年3月15日 - 24日の放送分は文化放送へネットせず、谷村新司の楽曲をかけるなどの対応で処理した[7]。3月28日放送分で「このたびの東日本大震災で被災された皆様に、お見舞いとご冥福を申し上げます」と、谷村がコメントをしていた。
- 番組が終わりに近づくと、谷村が「純喫茶、そろそろ閉店の時間です」と挨拶し、続いて、吉田涙子がリスナーからのメッセージ募集要項等を読み上げ、番組を締める。

## 前番組
この放送枠は、パーソナリティ・番組名称の変更を繰り返しているものの、全国ネットとしては長寿枠の類である。かつては、高島忠夫や立川志の輔といった文化放送の朝ワイド番組のパーソナリティが、全国ネット枠もそのまま担当していた。
- 「親子バンザイ・僕も私も書きくけこ」（ - 1981年、「お元気ですか高島忠夫です」内）（朝日生命提供）
- 「愛こそすべて」（1981年 - 1983年、「お元気ですか高島忠夫です」内）（朝日生命・メガネスーパー提供）
- 「今日もいい日に」（1983年 - 1988年、「お元気ですか高島忠夫です」内）（全労済提供）
- 「元気モリモリ高島忠夫です」（1988年 - 1990年、「お元気ですか高島忠夫です」内）（小僧寿しチェーン提供）
  - 昭和天皇崩御直前は、“元気モリモリ”の音声をカットして放送。
- 「志の輔のミュージック気分しだい」（1990年 - 1996年、「志の輔ラジオ 気分がいい!」内）（末期のころは全国モーターボート施行者協議会提供）
  - 内海好江と二人で担当していた時期がある。サブタイトルは、〜志の輔・好江のツッコミトーク〜
- 「松山千春・お待たせ10分!」（1996年、「えのきどいちろう意気揚々」内）（タニタが提供）
- 「松崎しげる 陽気にGENKI!」（1996年 - 1998年、「えのきどいちろう意気揚々」内）（タニタ→日本フード提供）
- 「米長邦雄の人生さわやか流」（1998年 - 2000年、「えのきどいちろう意気揚々」内）（日本フード提供）

しかし、先述のように当番組終了をもって文化放送の朝ワイドが担当していたパーソナリティによる全国ネット向け番組は終了した。
なお、大半のネット局はこの後継番組を「氷川きよし節」→「氷川きよし 限界突破RADIO」に継続し2022年12月30日まで続いた。更に、「限界突破RADIO」の放送上の枠を引き継いだ「ビューティフル・メロディーズ〜よみがえる青春のポップス」が2023年3月末で全国ネットを打ち切ったため、該当枠での全国ネット枠も廃止された。